# Hjalmar Arlberg
Georg Joseph Hjalmar Arlberg, född 30 oktober 1869 i Stockholm, död 1941, var en tysk-svensk sångare (baryton) och sånglärare. Han var son till Fritz Arlberg och Maria Neruda-Arlberg.

## Biografi
Arlberg studerade sång för sin far och för A. Schulze. Efter att en längre tid ha varit sånglärare och pedagog blev han 1914 professor vid Leipzigs musikkonservatorium. Arlberg framträdde även som utgivare av sångpedagogiska skrifter och föreläsare i sångtekniska och musikestetiska ämnen, även i Sverige.